# Graham Usher
Pour les articles homonymes, voir Usher (homonymie).
Graham Barham Usher, né le 11 septembre 1970, est un évêque anglican britannique et un écologiste. Il est évêque de Dudley, suffragant du diocèse de Worcester, de 2014 à 2019, et de Norwich depuis 2019.

## Jeunesse
Usher est né le 11 septembre 1970. Il est baptisé par Douglas Sargent, alors évêque de Selby. Il passe ses premières années au Ghana. Entre 1981 et 1989, il fait ses études à la Pocklington School, une école privée de Pocklington, dans le Yorkshire. Il étudie les sciences écologiques à l'université d'Édimbourg et obtient un baccalauréat ès sciences (BSc) en 1993. Il fréquente ensuite l'université de Cambridge où il étudie la théologie au Corpus Christi College de Cambridge. Il obtient un baccalauréat ès arts (BA) en 1995, ce diplôme est ensuite promu Master of Arts (MA Cantab), selon la tradition. Après avoir terminé ses études de théologie, il se forme au sacerdoce à Westcott House, Cambridge et au Séminaire théologique Saint-Nicolas au Ghana.

## Ministère ordonné
Usher est ordonné diacre dans l'Église d'Angleterre en 1996 et prêtre en 1997. Il est ensuite vicaire de la paroisse St Mary the Virgin, à Nunthorpe, dans le Yorkshire du Nord, de 1996 à 1999,. Pendant qu'il est curé, il travaille comme aumônier auprès de jeunes délinquants à la prison de Northallerton. Il est vicaire de North Ormesby, à Middlesbrough, entre 1999 et 2004. La région a de profonds besoins sociaux et économiques et fait partie des deux pour cent des zones les plus défavorisées d'Angleterre,.

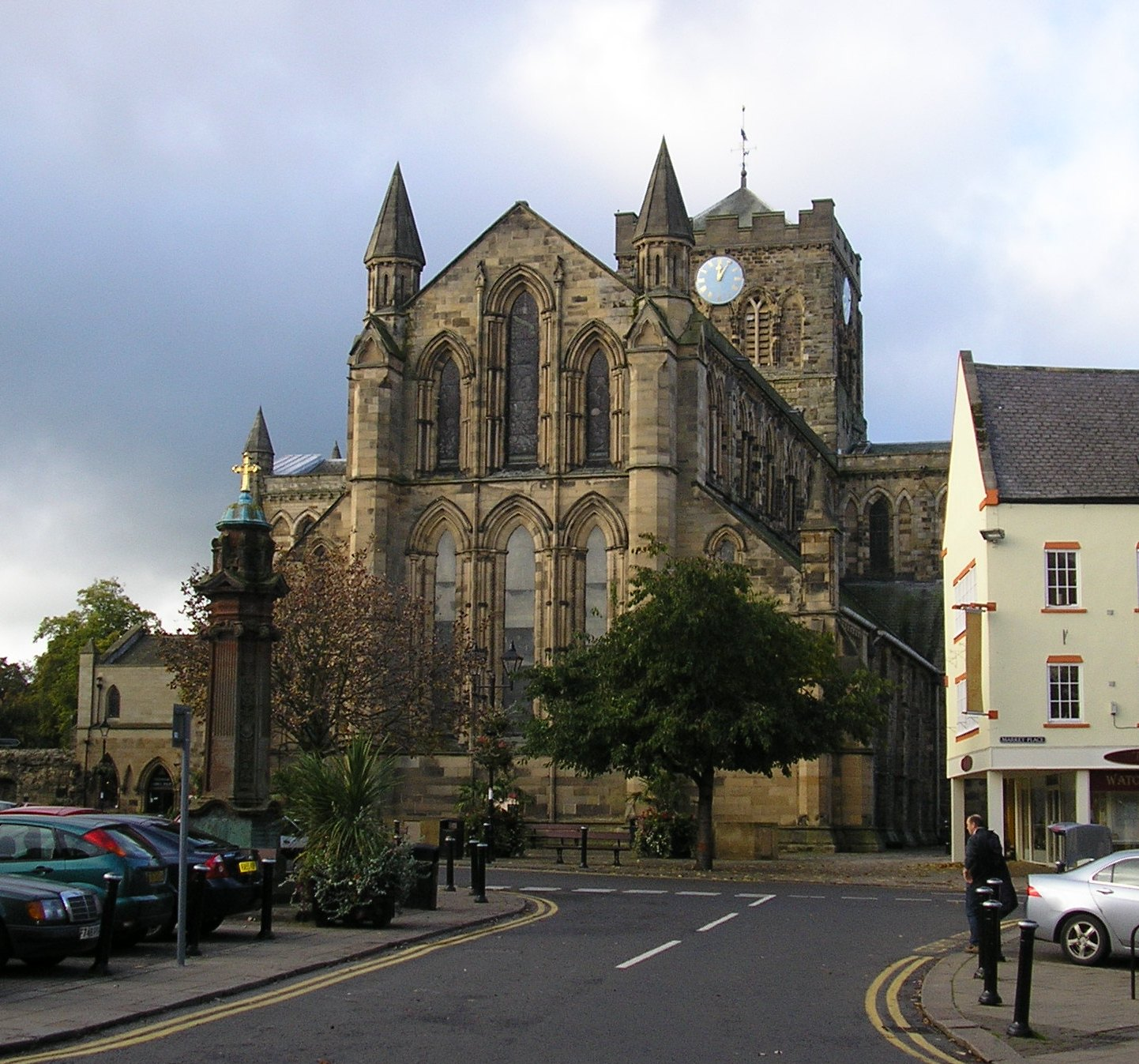
Extrémité est de l'abbaye d'Hexham

De 2004 à 2014, il est recteur et lecteur de l'abbaye d'Hexham, qui est une grande église paroissiale. Au cours de son mandat de recteur, la congrégation s'agrandit et il soutient la création d'une banque alimentaire couvrant l'ouest du Northumberland,. Il réunit également l'abbaye avec ses bâtiments monastiques, séparés depuis la Réforme, levant 3,2 millions de livres sterling pour rénover entièrement le bâtiment et créer un nouveau cloître, un réfectoire, des salles de conférence et de réunion, ainsi qu'une exposition d'art sur l'histoire de l'abbaye. En 2009, il entreprend une visite à Rome avec le Hexham Abbey Choir. Ils sont invités à chanter lors d'une messe dans la basilique Saint-Pierre, à l'occasion du 1300e anniversaire de la mort de saint Wilfrid. En plus de ses fonctions paroissiales, il est doyen régional d'Hexham de 2006 à 2011. Il est nommé chanoine honoraire de Kumasi au Ghana, lieu de sa petite enfance, en 2007.

### Ministère épiscopal
Le 12 décembre 2013, il est nommé évêque de Dudley, suffragant du diocèse de Worcester. Il est consacré le 25 mars 2014 par l'archevêque Justin Welby à la cathédrale Saint-Paul de Londres. Il a 43 ans lors de sa nomination, ce qui fait alors de lui l'un des plus jeunes évêques de l'Église d'Angleterre,.
De 2017 à 2023, il est membre de la Commission internationale pour le dialogue théologique orthodoxe anglican, contribuant à des déclarations concertées sur l'environnement, l'euthanasie et la transplantation d'organes.
Le 3 mai 2019, Usher est nommé évêque de Norwich. Son élection est confirmée le 17 juin à St Mary-le-Bow et il est intronisé dans sa cathédrale le 9 novembre suivant.
En 2020, il est nommé membre épiscopal de l'Église d'Angleterre du Conseil consultatif anglican et, à partir de 2021, commissaire de l'Église. Il est membre du conseil de St George's House (en) au château de Windsor.
En mars 2021, l'archevêque de Cantorbéry annonce qu'Usher sera le principal évêque de l'Église d'Angleterre pour l'environnement.
Il participe au couronnement de 2023 comme l'un des deux évêques adjoints de la reine Camilla.
Le 17 octobre 2023, Usher est admis en tant que lord spiritual à la Chambre des lords, où il fait son entrée le 26 octobre.

## Autres activités
Ayant obtenu un diplôme de premier cycle en écologie, Usher continue de s'intéresser au domaine. Entre 2008 et 2010, il est membre du Comité consultatif régional (RAC) de la Commission forestière pour le nord-est de l'Angleterre. En 2010, il est nommé président du RAC du Nord-Est. En décembre 2013, les comités consultatifs régionaux changent de nom pour devenir les comités consultatifs des forêts et des terres boisées (FWAC). Il continue à présider le nouveau FWAC du Nord-Est. Il démissionne de ses fonctions au sein de la commission des forêts à la suite de l'annonce de sa nomination l'épiscopat et son départ du Nord-Est.
En avril 2009, il est nommé membre de l'autorité du parc national du Northumberland par le secrétaire d'État à l'Environnement, à l'Alimentation et aux Affaires rurales,. En avril 2013, il est reconduit dans ses fonctions par le secrétaire d'État de l'Autorité du parc national de Northumberland, son précédent mandat ayant pris fin, mais il démissionne lorsqu'il quitte le Nord-Est.
En 2012, il rédige un article pour le site Internet du diocèse de Newcastle concernant le dépérissement du frêne au Royaume-Uni. Toujours en 2012, il publie un livre intitulé Lieux d'enchantement : Rencontrer Dieu dans les paysages. Le livre concerne la relation entre les gens, Dieu et l'environnement ; en particulier les gens qui font l'expérience de Dieu dans le monde naturel, plutôt que par le biais d'une religion organisée telle que les services religieux.
En avril 2020, il publie The Way Under Our Feet: A Spirituality of Walking.
De mars 2016 à novembre 2020, il est membre de la Human Tissue Authority, nommé par le secrétaire d'État à la Santé.

## Vie privée
Usher est marié à Rachel Thomson, une médecin généraliste qui a également fait ses études à la Pocklington School. Ensemble, ils ont deux enfants.